# Ibaraki Robots
L'Ibaraki Robots (茨城ロボッツ) è una società cestistica avente sede a Mito, in Giappone. Fondata nel 2013, gioca in B.League.

## Storia
L'Ibaraki Robots è una squadra di pallacanestro giapponese fondata a Mito nel 2013. Ha partecipato nella National Basketball League dal 2013 al 2016. Attualmente gioca in B1 League, la massima serie del campionato giapponese di pallacanestro.